# Okręgowa Spółdzielnia Mleczarska w Bychawie
Okręgowa Spółdzielnia Mleczarska w Bychawie – spółdzielnia mleczarska zlokalizowana w Bychawie. 

## Historia
Spółdzielnię mleczarską powołano 8 stycznia 1928. Inicjatorem założenia był ksiądz Józef Barszczewski, który był też pierwszym prezesem przedsiębiorstwa (po nim stanowisko objęła Waleria Sławińska, właścicielka majątku Skawinek). Od dnia założenia spółdzielnia pozostawała członkiem Związku Rewizyjnego Spółdzielni Rzeczypospolitej Polskiej. W 1932 liczyła 295 członków. W 1936 wykupiono działkę, na której do dziś stoi zakład. W latach przedwojennych spółdzielnia skupywała około 1,5 tysiąca litrów mleka dziennie. Wytwarzano m.in. masło, śmietanę, sery twarogowe i ser trapistów. W czasie II wojny światowej produkcji nie przerwano, jakkolwiek była ona bardzo ograniczona. Począwszy od lat 50. XX wieku rozpoczęto organizację punktów skupu mleka. 
W 1973 do bychawskiej spółdzielni włączono OSM Krzczonów, co wiązało się z rozpoczęciem produkcji kazeiny. Na eksport wysyłano natomiast masło w dębowych beczkach, które sprzedawano m.in. na rynku brytyjskim. W 1981 zasięgiem spółdzielni objęte były gminy: Bychawa, Krzczonów, Jabłonna, Strzyżewice i Zakrzew. Prowadzono czterdzieści punktów skupu, do których mleko odstawiało około 6000 dostawców (dziennie około 70.000 litrów). Od 2000 wdrażany jest w zakładzie system zarządzania jakością HACCP. Od 2006 spółdzielnia ma status zakładu unijnego. Od 2017 wprowadzono nową markę Lublanka promującą tradycje Polski wschodniej.

## Nagrody
- Perła 2014 (masło extra z Bychawy),
- Jakość Tradycja dla czterech produktów: twaróg chudy, twaróg półtłusty, twaróg tłusty i masło,
- wpis na listę produktów tradycyjnych Ministerstwa Rolnictwa i Rozwoju Wsi dla Śmietany z Bychawy (2016[2]),
- wyróżnienie na Mleko-Expo w 2012[1].